# Sint-Jorisbrug
De Sint-Jorisbrug is een metalen krukbrug over de Leie in de stad Gent. De brug werd gebouwd in 1907, bestaat uit één overspanning en is breder dan de overspanning over de Leie. Omdat de straat schuin over de Leie loopt, zijn er aan weerskanten brede voetpaden. De brug is eigendom van de stad Gent.
De huidige brug werd gebouwd in 1907 en ligt centraal tussen de vroegere Rodetorenbrug (een draaibrug) en Pasbrug (een dubbele boogbrug), ten zuiden van de huidige brug, en de vroegere Sint-Jorisbrug, ten noorden van de huidige brug, ongeveer ter hoogte van de Steendam. De drie oude bruggen werden in 1910 afgebroken.
De brug werd genoemd naar de heilige Joris, waarnaar ook de Sint-Joriskaai, de Sint-Jorissluis en de in 1577 gesloopte Sint-Jorispoort werden genoemd. In de volksmond, en omwille van haar bultige vorm, wordt ook de naam Kemelbrug gebruikt.
Sinds 2009 ligt er onder de brug een onderdoorgang voor fietsers. Het was de laatste schakel van een fietsveilige route die Ledeberg met Wondelgem verbindt.
Sinds 2018 wordt de volledige brug vernieuwd. De bekabeling aan de zijkant werd hierbij weggenomen en onder het voetpad geplaatst. De brug zelf kreeg een iets lichter groen bij het herschilderen, wat nu het standaardkleur is in Gent bij alle bruggen, paaltjes etc.
Academiebrug · Albertina Sisulubrug · André Denysbrug · Appelbrug · Asselsbrug · Bargiebrug · Bataviabrug · Bavobrug · Beekstraatbrug · Blaarmeersenbrugbrug · Brug der Keizerlijke Geneugten · Brugsevaartbrug · Buchtenbrug · Buchtenspoorbrug · Calcuttabrug · Charles Marcellisbrug · Contributiebrug · Dampoortbrug · Destelbergenbrug · Drongenbrug · Ekkergembrug · Emiel Clausbrug · Europabrug · Eversteinbrugbrug · Eversteinspoorbrug · Ferdinand Lousbergsbrug · François Laurentbrug · Fransevaartbrug · Gaardeniersbrug · Gasmeterbrug · Gebroeders Van Eyckbrug · Gentbruggebrug · Goedingebrug · Grasbrug · Griendijkbrug · Groendreefbrug · Groene Valleibrug · Groot-Brittanniëbrug · Grootdokbrug · Guldenmeersbrug · Heernisspoorbrug · Heinakkerbrug · Hoofdbrug · Hospitaalbrug · Hundelgembrug · Hutsepotbrug · Industriebrug · Jan Palfijnbrug · John Kennedybrug · Jozef Ghuislainbrug · Kaaksmetebrug · Kappebrug · Keizerbrug · Keizerviaduct · Ketelbrug · Klaverbladbrug · Koning Albertbrug · Koning Willembrug · Krommewalbrug · Langerbruggebrug · Leiebrug · Lievebrug · Louisa d'Havébrug · Maaltebrug · Malemvoetbrug · Mariakerkebrug · Matadibrug · Meierijbrug · Melkhambrug · Mendonkbrug · Merelbekebrug · Meulestedebrug · Minnemeersbrug · Moskoubrug · Muidebrug · Muinkbrug · Napoleon de Pauwbrug · Nieuwbrug · Nieuwebosbrug · Nieuwekalebrug · Nieuwescheldebrug · Nieuwevaartbrug · Oktrooibrug · Onthoofdingsbrug · Ottergembrug · Oudescheldebrug · Parkbosbruggen · Pontbrug · Predikherenbrug · Rabotbrug · Recolettenbrug · Rietkenbrug · Rozemarijnbrug · Sint-Agnetebrug · Sint-Antoniusbrug · Sint-Denijsbrug · Sint-Jorisbrug · Sint-Lievensbrug · Sint-Lievensviaduct · Sint-Martinusbrug · Sint-Michielsbrug · Skaldenbrug · Slachthuisbrug · Snepbrug · Snepdijkbrug · Snepvoetbrug · Spanjeveerbrug · Stropbrug · Stropspoorbrug · Ter Platenbrug · Theresianenbrug · Tolhuisbrug · Tweegatenbrug · Verapazbrug · Verlorenkostbrug · Viaduct van Gentbrugge · Visserijkombrug · Vleeshuisbrug · Voorhavenbrug=Wiedauwkaaibrug · Waalbrug · Walpoortbrug · Warmoezeniersbrug · Watermolenbrug · Westerringspoorbrug · Wijdenaardbrug · Wondelgembrug · Zoé Borluutbrug · Zomerweibrug · Zuiderlaanbrug · Zuivelbrug · Zwijnaardebrug · Zwijnaardekanaalbrug · Zwijnaardekasteelbrug